# 下谷区
下谷区（したやく、旧字体：下谷區）は、東京府東京市（後に東京都）にかつて存在した区である。1878年（明治11年）から1947年（昭和22年）までの期間（東京15区及び35区の時代）に存在した。現在の台東区の西部。

## 歴史

### 沿革
- 1878年（明治11年）11月2日 - 郡区町村編制法により、以下の区域をもって下谷区を設置。

- 下谷御徒町一丁目、下谷御徒町二丁目、下谷二長町、下谷竹町、下谷公園地（現台東）
- 下谷仲御徒町一丁目、下谷仲御徒町二丁目、下谷仲御徒町三丁目、下谷仲御徒町四丁目、下谷長者町一丁目、下谷長者町二丁目、下谷坂町、下谷同朋町、下谷数寄屋町、下谷町一丁目、下谷町二丁目、上野南大門町、上野東黒門町、上野西黒門町、上野町一丁目、上野町二丁目、上野広小路町、上野三橋町、上野北大門町、上野元黒門町、上野山下町（現上野）
- 下谷御徒町三丁目、下谷西町、下谷北稲荷町、下谷万年町一丁目（現東上野）
- 下谷車坂町、下谷上車坂町、下谷下車坂町（現上野、東上野）
- 下谷南稲荷町（現東上野、元浅草）
- 下谷万年町二丁目、下谷新坂本町、下谷山伏町（現北上野）
- 下谷茅町一丁目、下谷茅町二丁目、池ノ端七軒町、谷中清水町（現池之端）
- 池ノ端仲町（現池之端、上野）
- 上野公園地（現上野公園）
- 五條町（現上野、上野公園）
- 上野花園町（現池之端、上野公園）
- 下谷坂本裏町、下谷箪笥町、下谷善養寺町（現下谷）
- 下谷豊住町（現上野、下谷）
- 下谷坂本町一丁目、下谷坂本町二丁目（現下谷、北上野）
- 下谷坂本町三丁目、下谷坂本町四丁目（現下谷、入谷）
- 下谷金杉上町（現下谷、竜泉、入谷）
- 下谷金杉下町（現根岸、竜泉、三ノ輪）
- 下谷三ノ輪町（現根岸、三ノ輪、日本堤）
- 下谷原宿町（現三ノ輪）
- 上野桜木町（現上野桜木、ごく一部は上野公園、根岸）
- 谷中坂町、谷中初音町一丁目、谷中初音町二丁目、谷中初音町三丁目、谷中初音町四丁目、谷中茶屋町、谷中真島町、谷中三崎町、谷中上三崎南町、谷中上三崎北町、谷中町、谷中片町、谷中七面前町（現谷中）
- 練塀町（現秋葉原、千代田区神田練塀町）
- 下谷通新町（現荒川区南千住）

- 時期不明（1889年ごろ） - 谷中片町、谷中七面前町を谷中初音町に編入。
- 1889年（明治22年）5月1日 - 市制、町村制の施行に伴う東京市の設置により、以下の再編が行われた。
  - 下谷区の一部（下谷通新町の全域及び下谷三ノ輪町の飛地）が北豊島郡南千住町に編入。
  - 北豊島郡谷中村、竜泉寺村、下谷竜泉町の全域と、以下の5村の各一部を編入（カッコ内は残部の編入先）。1891年まで「区」の中に「村」が存在していた。
    - 日暮里村（東京市本郷区、日暮里村）
    - 金杉村（日暮里村）
    - 下駒込村（東京市本郷区）
    - 千束村（東京市浅草区、南千住町）
    - 坂本村（東京市浅草区）
    - 三ノ輪村（南千住町、三河島村）
- 1891年（明治24年） - 1889年に編入された区域に以下の町丁を設置。
  - 下谷入谷町（現：北上野、松が谷、入谷、下谷、ごく一部は竜泉）
  - 下谷竜泉寺町（現：竜泉、三ノ輪、千束）
  - 下谷上根岸町、下谷中根岸町、下谷下根岸町（現：根岸）
  - 谷中天王寺町（現：谷中、ごく一部は上野桜木）
- 1911年（明治44年）
  - 町名の「下谷」の冠称を廃止。
  - 上野東黒門町、上野西黒門町を、それぞれ東黒門町、西黒門町に改称。
- 1914年（大正3年） - 上野公園地を上野恩賜公園に改称。
- 1923年（大正12年）9月1日 - 関東大震災によりほぼ全滅。
- 1937年（昭和12年） - 坂本町一丁目、坂本町二丁目、坂本町三丁目、坂本町四丁目、善養寺町、坂本裏町、箪笥町の全域と、豊住町、入谷町、竜泉寺町、金杉上町、金杉下町の各一部の区域に坂本一丁目、坂本二丁目、金杉一丁目、金杉二丁目を設置。
- 1943年（昭和18年）
  - 7月1日 - 東京都制が施行され、東京市と東京府が廃止され、東京都を設置。
  - 浅草区神吉町、永住町、松葉町、光月町、千束一丁目の各一部を編入。南稲荷町、龍泉寺町の一部を浅草区に編入。各町ともに下谷区、浅草区に分立する形となった。
  - 神田区松永町の一部（現：秋葉原）を編入。練塀町の一部（現：神田練塀町）を神田区に編入。
- 1947年（昭和22年）3月15日 - 東京都35区制を22区制へと整理統合する[1]中で浅草区と合併して台東区を新設。
  - 旧下谷区役所庁舎がそのまま台東区役所本庁舎となった。その後老朽化により1973年に現在の庁舎に建て替えられている。

## 交通

### 鉄道
- 国鉄（現JR東日本）
  - 東北本線（山手線、東北・京浜線） ： 御徒町駅 - 上野駅 - 鶯谷駅
- 京成電気軌道（現京成電鉄）
  - 京成本線 ： 上野公園駅（現京成上野駅） - 博物館動物園駅（廃駅） - 寛永寺坂駅（廃駅）
- 東京地下鉄道（→帝都高速度交通営団、現東京メトロ）
  - 東京地下鉄道線（個別の線名なし； 現銀座線） ： 上野広小路駅 - 上野駅 - 稲荷町駅
- 東京都電車（廃線）
  - 上野線、和泉橋線、厩橋線、吾妻橋線、動橋線、三ノ輪線、千束線

JR東日本東北新幹線、東京メトロ日比谷線は未開通。また三ノ輪駅、入谷駅、仲御徒町駅（東京メトロ日比谷線）、上野御徒町駅（都営地下鉄大江戸線）、新御徒町駅（都営大江戸線、首都圏新都市鉄道つくばエクスプレス）は開業していなかった。

## 出身有名人
現台東区の出身有名人については台東区を参照
- 小沢一郎 - 国会議員、第6代民主党代表ほか各党党首を歴任、第34代自治大臣、本籍地は岩手県奥州市（旧水沢市）
- 石田五郎 - 天文学者
- 市河三喜 - 英語学者
- 高村光太郎 - 彫刻家・詩人
- 高村豊周 - 鋳金家
- 石井鶴三 - 彫刻家、版画家、洋画家
- 石井柏亭 - 版画家・洋画家・美術評論家
- 小絲源太郎 - 洋画家・版画家
- 野田九浦 - 日本画家
- 水島爾保布 - 日本画家・小説家・漫画家・随筆家
- 山下新太郎 - 洋画家
- 浅尾丁策 - 絵画修復師（英語版）
- 木村伊兵衛 - 写真家
- 桑原甲子雄 - 写真家
- 濱谷浩 - 写真家
- 荒木経惟 - 写真家
- 福島泰樹 - 歌人
- 水野葉舟 - 詩人・歌人・小説家・心霊現象研究者
- 柳川春葉 - 小説家・劇作家
- 村上信彦 - 小説家・女性史研究家・医事評論家
- 山川方夫 - 小説家
- 小沼丹 - 小説家・英文学者
- 内藤千代子 - 小説家
- 小島政二郎 - 小説家・随筆家・俳人
- 山本夏彦 - 随筆家・編集者
- 能村登四郎 - 俳人
- 日野草城 - 俳人
- 西東登 - 小説家・推理作家
- 佐藤碧子 - 小説家
- 今日泊亜蘭 - SF作家
- 中村光夫 - 文芸評論家・劇作家・小説家
- 久保天随 - 中国文学者
- 小島功 - 漫画家
- 滝田ゆう - 漫画家
- いずみたく - 作曲家
- 江利チエミ - 歌手・女優
- 小椋佳 - シンガーソングライター・作詞家・作曲家
- 河内桃子 - 女優
- 渥美清 - 俳優・コメディアン
- 伊東四朗 - 俳優・喜劇役者
- 香住佐代子 - 女優
- 鈴木傳明 - 俳優
- 武智豊子 - 女優
- 田村秋子 - 女優
- 八代目坂東三津五郎 -歌舞伎俳優
- 星玲子 - 女優
- 唐十郎 - 劇作家・演出家・俳優・小説家
- 長瀬喜伴 - 脚本家
- 近藤乾三 - 能楽師
- 藤田大五郎 - 能楽笛方
- 林家三平 - 落語家
- 萩本欽一 - コメディアン
- ロイ・ジェームス - タレント・俳優
- 岡野俊一郎 - サッカー選手・サッカー監督、元日本サッカー協会会長、全国ラジオ体操連盟会長
- 若晃三昌 - 大相撲力士
- 柴田秀勝 - 声優
- 笹間良彦 - 民俗学者
- 野口晴哉 - 整体指導者
- 森川葵村 - 詩人
- 7代目林家正蔵(落語家)